# Мительман, Эран
Эран Мительман (ивр. ערן מיטלמן‎; род. 30 сентября 1970) — израильский рок-музыкант, клавишник, известный своим участием в группе Blackfield.

## Биография
Окончил музыкальную школу Тельмы Елиной, выступал в басовой секции хора Тель-Авивской консерватории. 
В 1993—2006 годах входил в состав популярной израильской хард-роковой группе HaYehudim. Одновременно в 1993—1998 годах играл в группе התעויוט (Тауйот — ашипки) Авива Геффена, а также в ансамблях телевизионных шоу «Мы не прекратим петь», «Кохав Нолад», «Музыкальная школа», «Следующая звезда», «Всё подходит». В 2009 году женился на певице Таль Сиглер, живёт с семьёй в Ход-ха-Шарон.
С 2007 года вновь сотрудничает с Авивом Геффеном и Стивеном Уилсоном в проекте Blackfield. Основременно с 2013 года вновь играет в HaYehudim.

## Дискография

### HaYehudim
- 1995 — Metziut Nifredet
- 1998 — HaYehudim
- 2002 — Pakhad Mavet
- 2007 — Forte
- 2015 — Yoter Lo

### Blackfield
- 2007 — Blackfield II
- 2007 — Live in New York City
- 2011 — Welcome to My DNA
- 2013 — Blackfield IV
- 2017 — Blackfield V
- 2020 — For the Music

### Drugstore Fanatics
- 2014 — Spielplatz